# 1월 23일
1월 23일은 그레고리력으로 23번째(윤년일 경우도 23번째) 날에 해당한다.

## 사건
- 1556년 - 명나라에서 산시 대지진이 발생하다.
- 1793년 - 러시아와 프로이센이 제2차 폴란드 분할에 합의.
- 1910년 - 친일단체 국민동지찬성회가 발족했다.
- 1937년 - 히로타 고키가 일본 총리에서 물러나다.
- 1968년 - 미국 해군 정보선 푸에블로 호 납치사건 발생.
- 2003년 - 파이어니어 10호의 마지막 교신이 있었다.
- 2008년 - 삼성 특검: 특검 수사팀은, 이건희 회장의 부인 홍라희씨가 회사 비자금으로 구입한 것으로 알려진 미술품 중 일부를 삼성 에버랜드 근처 창고에서 찾았다고 밝혔다. 민변과 참여연대는 "비자금 조성 의혹 등에 대한 검찰 및 특검 수사에 대비해 삼성그룹이 관련 증거를 조직적으로 인멸, 은닉했다"며 전략기획실 및 삼성전자 경영지원총괄본부 임직원들을 서울지검에 고발했다.
- 2015년 - 초대 사우디아라비아 국왕 이븐 사우드의 25번째 아들 살만 빈 압둘아지즈 알사우드가 제7대 사우디아라비아의 국왕이 되다.

## 문화
- 1789년 - 미국 워싱턴D.C.에서 조지타운 대학교 설립.
- 2008년 - 진에어 설립.
- 2016년 - 사가정역이 2번 출구 에스컬레이터 공사 지연과 함께 심야 주박역(駐泊驛)으로 전환되었다.
- 2020년 - MBC 섹션TV 연예통신의 종영일이자 21년 만에 폐지되었다.

## 탄생
- 598년 - 중국 당나라의 제2대 황제 당 태종. (~649년)
- 1450년 - 조선의 제8대 국왕 예종. (~1469년)
- 1514년 - 명의 정치인 해서. (~1587년)
- 1737년 - 미국의 정치인 존 핸콕. (~1793년)
- 1783년 - 프랑스의 소설가 스탕달. (~1842년)
- 1832년 - 프랑스의 화가 에두아르 마네. (~1883년)
- 1862년 - 독일의 수학자 다비트 힐베르트. (~1943년)
- 1865년 - 대한제국의 교육자 겸 기독교 운동가 윤치호. (~1945년)
- 1872년 - 프랑스의 물리학자 폴 랑주뱅. (~1946년)
- 1881년 - 소련의 군인 클리멘트 보로실로프. (~1969년)
- 1885년 - 미국의 가수 레드 벨리. (~1949년)
- 1893년 - 아일랜드의 군인 겸 정치인 토미 라이언. (~1980년)
- 1907년 - 일본의 물리학자, 노벨물리학상 유카와 히데키. (~1981년)
- 1911년 - 일본의 슈퍼센티네리언 미요코 히로야스. (~2025년)
- 1915년 - 대한민국의 독립운동가 강붕해.
- 1920년 - 독일의 건축가 고트프리트 벤. (~2021년)
- 1922년 - 대한민국의 정치인 장승태. (~2019년)
- 1923년
  - 대한민국의 군인, 정치가 장도영. (~2012년)
  - 대한민국의 극작자 한운사. (~2009년)
- 1924년 - 오스트리아의 과학철학자 파울 파이어아벤트. (~1994년)
- 1928년 - 프랑스의 배우 잔 모로. (~2017년)
- 1929년 - 독도의용수비대의 대장 홍순칠. (~1986년)
- 1930년 - 세인트루시아의 시인 데릭 월컷. (~2017년)
- 1932년 - 미국의 배우 제임스 라도. (~2022년)
- 1933년 - 미국의 배우, 댄서, 가수 치타 리베라. (~2024년)
- 1935년 - 대한민국의 언론인, 정치인 김영수. (~2024년)
- 1936년 - 독일의 테러리스트 호르스트 말러. (~2025년)
- 1939년 - 대한민국의 법조인 김승진. (~2023년)
- 1942년 - 몽골의 제1대 대통령 폰살마깅 오치르바트. (~2025년)
- 1944년 - 네덜란드의 배우 루트거 하우어. (~2019년)
- 1945년 - 대한민국의 야구 감독 강태정. (~2021년)
- 1947년 - 인도네시아의 대통령 메가와티 수카르노푸트리.
- 1948년 - 대한민국의 교수, 박물관 김홍남.
- 1950년 - 미국의 텔레비전 및 영화 배우, 프로듀서 겸 작곡가 리처드 딘 앤더슨.
- 1955년
  - 대한민국의 정치인 손혜원.
  - 대한민국의 가수 태민.
- 1956년 - 대한민국의 성우 곽대홍.
- 1957년
  - 대한민국의 농부, 지방의원 박창석.
  - 모나코의 공녀 모나코 공녀 카롤린.
- 1958년 - 소련의 해머던지기 선수 세르게이 리트비노프. (~2018년)
- 1959년 - 대한민국의 아나운서 조건진.
- 1960년 - 대한민국의 배우 송금식.
- 1963년 - 대한민국의 배우 최홍일.
- 1965년
  - 대한민국의 아나운서 이규원.
  - 대한민국의 공무원, 정치인 안도걸.
- 1966년 - 대한민국의 가수 강인봉.
- 1968년 - 중화민국의 배우 왕젠민. (~2024년)
- 1969년
  - 대한민국의 수의사 박상표. (~2014년)
  - 대한민국의 카누 선수 박경철.
- 1970년
  - 대한민국의 배우 이정은.
  - 대한민국의 정치인 김소연.
  - 대한민국의 의원 김동근.
- 1971년 - 미국의 가수 마크 넬슨.
- 1972년
  - 대한민국의 성우 이주희.
  - 영국의 배우 유언 브렘너.
  - 프랑스의 배우 레아 드뤼케르.
- 1973년 - 그리스-덴마크의 킥복싱 선수 니콜라스 페타스.
- 1974년 - 대한민국의 방송인, 전 아나운서 박나림.
- 1978년 - 대한민국의 기업인 구광모.
- 1979년 - 대한민국의 정치인 박은지. (~2014년)
- 1980년 - 대한민국의 연극배우 김민기.
- 1982년 - 대한민국의 전 배우 백명희.
- 1983년 - 대한민국의 음악가 필터.
- 1984년
  - 네덜란드의 축구 선수 아르연 로번.
  - 일본의 축구 선수 오노 시노부.
- 1985년
  - 대한민국의 래퍼 산이.
  - 대한민국의 가수 유신.
  - 대한민국의 레이싱 모델 이수진.
  - 네덜란드의 모델 다우천 크루스.
  - 중국의 전 축구 선수 둥팡줘.
- 1986년
  - 대한민국의 가수, 배우 금윤아.
  - 대한민국의 전 희극인 김병욱.
  - 대한민국의 전 축구 선수 김선우.
- 1987년
  - 사우디아라비아의 축구 선수 압둘라 알마유프.
  - 불가리아의 가수, 배우 안드레아.
- 1988년 - 대한민국의 가수 준형.
- 1989년
  - 대한민국의 바둑 기사 강동윤.
  - 대한민국의 뮤지컬 배우 이설.
- 1990년
  - 대한민국의 축구 선수 신종훈.
  - 대한민국의 컬링 선수 김은지.
- 1991년
  - 대한민국의 축구 선수 권영진.
  - 대한민국의 레이싱 모델 및 영화 배우 이다령.
  - 대한민국의 배우 정연주.
- 1992년
  - 아일랜드의 배우 잭 레이너.
  - 대한민국의 가수 박지연 (글램).
  - 일본의 성우,가수 치스가 하루카.
  - 대한민국의 자전거 경기 선수 이혜진.
  - 가봉계 스웨덴의 축구 선수 세르주주니오르 마르틴손 은갈리.
- 1993년 - 일본의 축구 선수 오시마 료타.
- 1994년
  - 대한민국의 피겨 스케이팅 선수 곽민정.
  - 대한민국의 래퍼 쿠기.
- 1995년
  - 대한민국의 래퍼 와이엇 (온앤오프).
  - 대한민국의 가수 조용근 (D1CE).
  - 대한민국의 수영 선수 이주호.
  - 대한민국의 전 가수, 배우 이화겸. (헬로비너스)
- 1996년
  - 브라질의 축구 선수 아우루 아우바루 다 크루스 주니오르.
  - 잉글랜드의 축구 선수 루빈 로프터스치크.
- 1997년
  - 대한민국의 연극배우 이주희.
  - 이집트의 축구 선수 라마단 소비.
- 1998년
  - 일본의 래퍼 유토 (펜타곤).
  - 미국의 래퍼 XXX텐타시온. (~2018년)
- 2000년 - 대한민국의 래퍼, 싱어송라이터 머드 더 스튜던트.
- 2001년 - 대한민국의 야구 선수 손동현.
- 2002년
  - 대한민국의 배우 이주연.
  - 대한민국의 가수 아이사. (스테이씨)
- 2003년 - 대한민국의 피겨스케이팅 선수 김예림.
- 2011년 - 대한민국의 아역배우 조하라.

### 미상
- 북원의 2대 황제 아유르시리다르빌레그트 칸. (~1378년)
- 대한민국의 가수, 뮤지컬 배우 이지형.

## 사망
- 1002년 - 신성 로마 제국의 황제 오토 3세. (980년~)
- 1620년 - 조선의 추존 국왕 원종.
- 1622년 - 잉글랜드의 항해가 윌리엄 배핀. (1584년~)
- 1744년 - 이탈리아의 철학자 잠바티스타 비코. (1668년~)
- 1935년 - 일제강점기의 농촌운동가 최용신. (1909년~)
- 1944년 - 노르웨이의 화가 에드바르 뭉크. (1863년~)
- 1989년 - 스페인의 초현실주의 화가 살바도르 달리. (1904년~)
- 2001년 - 대한민국의 동양화가 김기창. (1913년~)
- 2007년 - 대한민국의 배우 조재훈. (1950년~)
- 2010년 - 대한민국의 교육 출신 정치인 김임식. (1923년~)
- 2015년 - 사우디아라비아의 제6대 국왕 압둘라 빈 압둘아지즈 알사우드. (1924년~)
- 2017년 - 대한민국의 독립운동가 위제하. (1920년~)
- 2018년 - 남아프리카 공화국의 트럼펫 연주자 휴 마세켈라. (1939년~)
- 2020년
  - 미국의 영화배우 로버트 하퍼. (1951년~)
  - 대한민국의 의과대학 교수 허갑범. (1937년~)
- 2021년
  - 대한민국의 배우 송유정. (1994년~)
  - 미국의 라디오 진행자 래리 킹. (1933년~)
  - 미국의 영화배우 핼 홀브룩. (1925년~)
- 2023년
  - 일본의 야구 선수 가도타 히로미쓰. (1948년~)
  - 대한민국의 바둑 기사 권갑용. (1957년~)
  - 과테말라의 제47대 대통령 알바로 콜롬. (1951년~)
- 2024년
  - 미국의 가수 멜러니 사프카. (1947년~)
  - 프랑스의 축구 선수 장 프티. (1949년~)
- 2025년 - 폴란드의 수학자 얀 미치엘스키. (1932년~)

## 기념일
- 바운티 데이(Bounty Day): HMS 바운티호의 반란자들이 섬에 도착한 것을 기념하는 날, 핏케언 제도

## 같이 보기
- 전날: 1월 22일 다음날: 1월 24일 - 전달: 12월 23일 다음달: 2월 23일
- 음력: 1월 23일
- 모두 보기